# Промышленный район (Акмолинский округ)
Промышленный район — единица административного деления Акмолинского округа Казакской АССР, существовавшая в 1928—1930 годах. Центр — село Больше-Михайловка.
Промышленный район был образован в 1928 году в составе Акмолинского округа на базе Промышленной и части Объединённой волостей Акмолинского уезда Акмолинской губернии. В 1930 году район был упразднён, а его территория разделена между Карагандинским и Нуринским районами.